# Ferdinand Pierre Beer
Ferdinand Pierre Beer (Binic, 8 de agosto de 1915 — Bethlehem (Pensilvânia), 30 de abril de 2003) foi um engenheiro mecânico e professor francês.
Passou a maior parte de sua carreira como professor da Universidade Lehigh, onde foi catedrático do Departamento de Engenharia Mecânica e Mecânica. Sua contribuição mais significativa foi a coautoria de diversos livros texto no campo da mecânica aplicada, amplamente utilizados e referenciados no ensino da engenharia.

## Biografia
Beer nasceu em Binic, França, em 8 de agosto de 1915. Mestrado em ciências pela Universidade de Paris com trabalhos de pós-graduação na Universidade Brown. Obteve licenciatura em matemática em 1935 na Universidade de Genebra e doutorado em 1937. Beer serviu o exército francês durante a Segunda Guerra Mundial antes de ir para os Estados Unidos trabalhar no Williams College, onde permaneceu por quatro anos, lecionando paralelamente no Instituto de Tecnologia de Massachusetts, no âmbito de um programa colaborativo interescolar.

### Carreira na Universidade Lehigh
Em 1947 chegou na Universidade Lehigh, onde permaneceu por 37 anos. Quando um departamento de mecânica aplicada foi estabelecido em 1957, Beer foi nomeado seu primeiro catedrático. Em 1968 tornou-se catedrático do Departamento de Engenharia Mecânica e Mecânica após terem sido os dois campos separados aglutinados em um departamento, onde permaneceu até 1977. Em 1970 Beer foi nomeado catedrático do recém formado Forum Universitário, composto por 125 estudantes e professores, com o objetivo de promover a discussão entre discentes e docentes. Fazil Erdogan, professor da Universidade Lehigh disse que, enquanto nas outras universidades do país os estudantes tumultuavam as universidades, Beer conquistou a confiança dos estudantes. Ele exercia um efeito calmante sobre os estudantes, nestes tempos críticos, prestando um serviço relevante à universidade.
Beer escreveu juntamente com seu colega da Universidade Lehigh E. Russell Johnston, Jr. três livros texto bestseller em engenharia: Vector Mechanics for Engineers, Mechanics of Materials e Mechanics for Engineers: Statics and Dynamics, laureados em 1976 com o Prêmio de Artes Gráficas da Indústria Gráfica dos Estados Unidos (em inglês:  Printing Industries of America Graphic Arts Award). Beer também publicou diversos artigos técnicos em revistas especializadas.

### Prêmios e pesquisa
Em 1974 a Sociedade para a Educação de Engenharia dos Estados Unidos agraciou-o com o Prêmio Western Electric pela educação em engenharia. Em 1980 a Divisão de Mecânica da Science Society agraciou-o com o Prêmio Educador de Destaque. Os estudos de pesquisa de Beer foram devotados à aplicação de cargas aleatórias a sistemas mecânicos. Seu trabalho neste campo incluiu suportes da Boeing, NASA, Corpos Químicos do Exército dos Estados Unidos, Corpo de Engenharia do Exército dos Estados Unidos e Administração Federal da Defesa Civil.
Beer foi membro da Sociedade dos Engenheiros Mecânicos dos Estados Unidos (ASME) e da Associação dos Professores Universitários dos Estados Unidos (AAUP). Foi também membro da Sociedade para a Educação em Engenharia dos Estados Unidos (ASEE) e foi seu catedrático da divisão de mecânica e catedrático da sessão do Médio Atlântico.
Beer foi casado com Vivienne C.M. Beer, que faleceu antes dele. Tiveram duas filhas, Marguerite V. Schaeffer e Michelle C.M. Beer. Ele faleceu em Bethlehem (Pensilvânia), em 30 de abril de 2003, com 87 anos de idade. Foi parcialmente em sua homenagem que a ASEE criou o Prêmio Novo Educador de Destaque Ferdinand P. Beer and E. Russell Johnston Jr. (em inglês:  Ferdinand P. Beer and E. Russell Johnston Jr. Outstanding New Educator Awards).

## Obras
- F.P. Beer, E.R. Johnston Jr., J.T. DeWolf, Mechanics of Materials, Nova Iorque : McGraw-Hill, 1981, ISBN 0071210601.
- F.P. Beer, E.R. Johnston Jr., et al., Vector Mechanics for Engineers, Nova Iorque : McGraw-Hill, ISBN 0072931108.
- F.P. Beer, E.R. Johnston Jr., et al., Mechanics for Engineers: Statics and Dynamics, Nova Iorque : McGraw-Hill, ISBN 0070045844.